# Dan Perciun
Dan Perciun (n. 7 iulie 1991) este un politician moldovean, actualul ministru al Educației și Cercetării al Republicii Moldova (din 17 iulie 2023). Este membru al Partidul Acțiune și Solidaritate.